# Les Groseilliers
Les Groseilliers (en russe : Крыжовник) est une nouvelle d’Anton Tchekhov parue en 1898.

## Historique
Les Groseilliers est initialement publiée dans la revue russe La Pensée russe, livre VIII, du 20 août 1898. Cette nouvelle est la suite de L'Homme à l'étui et précède De l'amour. Le tout formant ce qu'on appelle « la petite trilogie ».

## Personnages
- Ivan Ivanitch Tchimcha-Himalaïski, vétérinaire, le narrateur omniscient.
- Bourkine, professeur.
- Nicolaï Tchimcha-Himalaïski, fonctionnaire, héros de la nouvelle.
- Aliokhine, quarante ans, propriétaire chez qui Bourkine et Ivan Ivanitch trouvent refuge.

## Résumé
Ivan Ivanitch raconte à Bourkine la triste histoire de son frère Nicolaï. Celui-ci, devenu fonctionnaire à dix-neuf ans, regrettait le temps de sa jeunesse passée à la campagne ; plus précisément, il voulait un petit domaine pour s’y enfermer.
Avec le temps, ce désir est devenu une idée fixe, puis une obsession. Il économise pour se payer un domaine, consulte les petites annonces, fait des plans : ici la maison de maître, là l’étang, plus loin les groseilliers. Il se marie avec une veuve laide et vieille pour disposer de son argent, il la mène au tombeau en deux ans à force de privations.
Puis à l’approche de la cinquantaine, il achète un petit domaine assez éloigné de ses rêves, car coincé entre une briqueterie et une usine où l’on brûle les os.
N’empêche qu’il se considère maintenant comme un barine et qu’il déguste avec Ivan Ivanitch, venu le voir, la première assiette de groseilles de son jardin.
Ivan Ivanitch le quitte le lendemain, plein de regrets.

## Extraits
- Citation d'Alexandre Pouchkine : « Un leurre qui nous exalte nous est plus cher que milles vérités. »
- « Le bonheur n’existe pas… si la vie a un sens et un but, ils ne sont nullement dans notre bonheur, mais dans quelque chose de plus grand. Faites le bien ! »

## Édition française
- Anton Tchekhov (trad. du russe par Édouard Parayre et Lily Denis, préf. Claude Frioux), Œuvres, t. 3 : Récits (1892-1903), Paris, Gallimard, coll. « Bibliothèque de la Pléiade » (no 223), 1971, 1040 p. (ISBN 2-07-010628-4), « Les Groseilliers »